# Jotão de Judá
Jotão ou Joatão (Hebraico: יוֹתָם‎, Moderno: Yōtam, Tiberiano: Yōṯām; Grego: Ιωαθαμ, romanizado: Ioatham; Latim: Joatham), foi o 11º rei de Judá e começou a governar por volta do ano 750 a.C., reinando por 16 anos. Foi contemporâneo ao profeta Isaías.
Filho do rei Uzias (Azarias), de Judá, com Jerusa (Jerusá), filha de Zadoque. (2Rs 15:32, 33; 1Cr 3:12; 2Cr 27:1; Mt 1:9) Depois de Uzias ser atacado de lepra, quando se irou com os sacerdotes por ser repreendido por eles pela invasão ilícita do templo e pela tentativa de oferecer incenso, Jotão começou a cuidar das tarefas reais em lugar de seu pai. Mas, aparentemente foi só depois da morte de Uzias que Jotão, aos 25 anos de idade, começou seu reinado de 16 anos (777-762 a.C). — 2Rs 15:5, 7, 32; 2Cr 26:18-21, 23; 27:8.
Isaías, Oseias e Miqueias serviram como profetas no tempo de Jotão. (Is 1:1; Os 1:1; Miq 1:1) Embora seus súditos se empenhassem em adoração imprópria nos altos, Jotão mesmo fazia o que era direito aos olhos de Deus. — 2Rs 15:35; 2Cr 27:2, 6.
Durante o reinado de Jotão se fizeram muitas construções. Ele erigiu o portão superior do templo, fez muita construção na muralha de Ofel, construiu também cidades na região montanhosa de Judá, bem como fortes e torres nos bosques. — 2Cr 27:3-7.
Mas, Jotão não teve um reinado pacífico. Guerreou com os amonitas e finalmente triunfou sobre eles. Em resultado disso, durante três anos, eles pagaram um tributo anual de 100 talentos de prata (US$660.600) e de 10.000 coros (2.200 kl) tanto de trigo como de cevada. (2Cr 27:5) Durante o reinado de Jotão, a terra de Judá começou também a sofrer pressão militar do rei sírio Rezim e do rei israelita Peca. — 2Rs 15:37.
Quando Jotão morreu, ele foi sepultado na Cidade de Davi, e seu filho, Acaz, que tinha cerca de quatro anos quando Jotão se tornou rei, ascendeu ao trono de Judá. — 2Cr 27:7-28:1.
Visto que Jotão governou apenas por 16 anos, a referência de 2 Reis 15:30 ao “vigésimo ano de Jotão”, evidentemente deve ser entendida como significando o 20° ano depois de se tornar rei, isto é, o quarto ano de Acaz. O escritor do relato de Reis, neste ponto, talvez preferisse não apresentar o sucessor de Jotão, Acaz, por ainda ter de mencionar pormenores sobre o reinado de Jotão.